# Кантакузин Фома Матвійович
Фома Матвійович Кантаку́зин (Кантаку́зен) — (? −1722), граф Римської імперії, великий спафарій Валахії.

## Життєпис
29 липня 1711-го року прийнятий Петром Першим на російську службу в чині генерал-майора. Брав участь у взятті Браїлова під час російсько-турецької війни. Призначений шефом Тамбовського драгунського полку, нарешті був комендантом фортеці св. Анни (Ростов-на-Дону).
Мав маєтки в Україні. Під час Північної війни син Івана Мировича Федір разом з Мазепою перейшов на бік шведів. За указом Петра I 1718 року всі маєтності Мировичів, у тому числі хутір Драбів, було віддано князю Кантакузену. 1738 року вдова Кантакузена відписала Драбів царській казні.
Помер Кантакузен 1722 року, похований в грецькій церкві в Москві.